# Compsenia melanomera
Compsenia melanomera là một loài bướm đêm trong họ Noctuidae.